# Саво Фатић
Саво Фатић (Ријека Црнојевића, 1876 — Београд, 1948) био је српски правник из Црне Горе, предсједник Врховног суда Црне Горе.

## Биографија
Рођен је 1876. године на Ријеци Црнојевића, Књажевина Црна Гора. Једна је од најзначајнијих личности црногорског судства и један од најученијих људи свог времена у Црној Гори. Наиме, он је након завршетка средње школе у Русији, студирао правне науке у Швајцарској и Италији, а дипломирао 1911. године на универзитету у Женеви, Швајцарска. Говорио је пет свјетских језика. По повратку у Црну Гору 1911. године, као образовани правник са положеним судским испитом, добио је у вријеме Краљевине Црне Горе мјесто судије Окружног суда у Подгорици, а затим и предсједника Окружног суда у Бару. Био је једно вријеме и секретар Великог суда, тако да је мјесто судије Великог суда Зетске области у Црној Гори након 1922. године био логичан наставак његове каријере, која је, због неслагања са тадашњим режимом, прекинута његовим раним пензионисањем 1929. године. Био је потпредсједник Подгоричке скупштине 1918. године.
Његова каријера је на крају крунисана 1945. године постављењем за првог предсједника Врховног суда Црне Горе, указом Предједништва Црногорске народне скупштине о именовању објављеном у Службеном листу НРЦГ бр. 1. од 10. 07. 1945. године. Умро је у Београду 1948. године. 